# Ani DiFranco
Angela Marie Di Franco, detta Ani (Buffalo, 23 settembre 1970), è una cantautrice e chitarrista statunitense.
Artista molto prolifica, ha pubblicato almeno un album ogni anno, dal 1990, con l'eccezione solo del 2000 (pubblicando comunque tre album nel 1999 e un doppio album nel 2001).

## Biografia
Nata e cresciuta a Buffalo, nello stato di New York, da padre statunitense d'origini italiane, Dante Americo DiFranco, e da madre canadese originaria di Montréal (nel Québec), Elizabeth Ross, entrambi appassionati di musica folk, la DiFranco ha cominciato a suonare cover dei Beatles nei bar locali con la sua insegnante di chitarra all'età di nove anni.
All'età di quindici anni è andata a vivere da sola, mantenendosi principalmente grazie alle sue performance musicali, ma è riuscita a diplomarsi alla Buffalo Academy for Visual and Performing Arts.
Nel 1989, all'età di diciotto anni, ha fondato una propria casa discografica, la Righteous Babe Records, con solo 50 dollari, e ha registrato Ani DiFranco, uscito nell'inverno del 1990. Subito dopo si è trasferita nella città di New York e ha cominciato un'intensa attività dal vivo.
Aderisce alla corrente delle riot grrrl, movimento femminista e radicale nato negli Stati Uniti. 
Nel 1991 pubblica l'album Not So Soft, mentre un anno più tardi è la volta di Imperfectly, in cui il suo rock progressivo si fa sempre più crudo. Seguono altri due album di matrice folk rock, Puddle Dive e Like I Said.
Nel 1994 esce Out of Range, in cui si apprezza un incrocio di diversi stili, dal folk alla musica d'autore. Nel 1995 è la volta di Not a Pretty Girl, a cui segue Dilate. Collabora con Utah Phillips in The Past Didn't Go Anywhere, album in cui Phillips recita mentre la DiFranco si occupa della musica. A 26 anni, senza aver avuto il minimo appoggio dalla grande distribuzione, ha già venduto oltre 1 300 000 copie dei suoi dischi.
Dopo il doppio live Living in a Clip, pubblica Little Plastic Castle.
Nel 1998 pubblica Up Up Up Up Up Up e To The Teeth, realizzato con Maceo Parker (sax e flauto) e in cui collabora Prince (in Providence). 
Dichiaratamente bisessuale, nel 1998, sposa il tecnico del suono Andrew Gilchrist. Il matrimonio è finito cinque anni dopo, ma i due rimangono amici.
Nel 2000 pubblica il doppio CD Revelling/Reckoning, in cui si fa spazio un'anima sempre punk, ma più delicata e riflessiva. Il successivo Evolve (2002) continua in questa direzione. Nel 2004 realizza completamente da sola Educated Guess. Con la sua ormai consueta prolificità, un anno dopo pubblica un nuovo album, Knuckle Down, edito sempre dalla Righteous Babe. 
Il padre è morto all'inizio dell'estate del 2005. A lui è dedicato l'album Knuckle Down, e in particolare il brano Recoil, in cui l'artista parla in modo toccante dello stato di salute del genitore e del suo senso di impotenza nel non sapergli stare vicino.
Nel 2006 arriva Reprieve, in cui suona anche Todd Sickafoose.
Il 20 gennaio 2007 ha dato alla luce la sua bambina, Petah Lucia, avuta con il musicista/produttore Mike Napolitano. Nel 2008 pubblica Red Letter Year, prodotto dal compagno.

## Stile musicale, testi e politica
La musica di Ani DiFranco è stata classificata come folk e rock alternativo, ma fin dai primi album ha raggiunto un genere indefinito, e ha collaborato con un ampio raggio di artisti, inclusi musicisti pop come Prince, il musicista folk Utah Phillips, Erzsebet Beck, Maceo e Corey Parker.
In diverse canzoni e album ha usato una grande varietà di strumenti e di stili, dagli ottoni in Little Plastic Castle, agli archi di Living in Clip e Knuckle Down.
Riguardo all'etichetta “folk” che spesso le viene affibbiata, la DiFranco ha dichiarato in un'intervista al Pavement Magazine che "la musica folk non è una chitarra folk, non è lì il punto. Io uso la parola “folk” in riferimento alla musica punk o al rap. È un'attitudine, la consapevolezza di una eredità, è una comunità."
Molto del materiale di Ani DiFranco è autobiografico, come è tradizione per i cantautori. Molto del suo materiale è anche fortemente politico, impegnato in diverse questioni sociali come il razzismo, il sessismo, l'abuso sessuale, l'omofobia, l'aborto, la povertà e la guerra.
DiFranco ha espresso le sue opinioni politiche attraverso la musica e la poesia: durante le elezioni presidenziali in USA nel 2000 ha sostenuto il candidato Ralph Nader, e alle primarie dei democratici del 2004 ha dato il suo supporto a Dennis Kucinich.
Nel 2004 viene pubblicata in italiano per Minimum Fax una raccolta di poesie e disegni dell'artista, alla quale è la canzone Self Evident, del doppio album So Much Shouting, So Much Laughter, a dare il titolo.

## Discografia

### Album
- 1990 - Ani DiFranco
- 1991 - Not So Soft
- 1992 - Imperfectly
- 1993 - Puddle Dive
- 1994 - Out of Range
- 1995 - Not a Pretty Girl
- 1996 - Dilate
- 1996 - The Past Didn't Go Anywhere (in collaborazione con Utah Phillips)
- 1998 - Little Plastic Castle
- 1999 - Up Up Up Up Up Up
- 1999 - Fellow Workers (in collaborazione con Utah Phillips)
- 1999 - To the Teeth
- 2001 - Revelling/Reckoning
- 2003 - Evolve
- 2004 - Educated Guess
- 2005 - Knuckle Down
- 2006 - Reprieve
- 2008 - Red Letter Year
- 2012 - ¿Which Side Are You On?
- 2014 - Allergic to Water
- 2017 - Binary
- 2021 - Revolutionary Love
- 2024 - Arkells
- 2024 - Unprecedented Sh!tv

### Compilation
- 1993 - Like I Said: Songs 1990-91
- 2007 - Canon

### Live
- 1994 - Women in (E)motion (distribuzione limitata)
- 1994 - An Acoustic Evening With
- 1997 - Living in Clip
- 2002 - So Much Shouting, So Much Laughter
- 2004 - Atlanta - 10.9.03
- 2004 - Sacramento - 10.25.03
- 2004 - Portland - 4.7.04
- 2005 - Boston - 11.16.03
- 2005 - Chicago - 1.17.04
- 2005 - Madison - 1.25.04
- 2005 - Rome - 11.15.04
- 2006 - Carnegie Hall - 4.6.02
- 2007 - Boston - 11.10.06
- 2008 - Hamburg - 10.18.07
- 2009 - Saratoga, CA - 9.18.06
- 2009 - Chicago - 9.22.07
- 2010 - Live at Bull Moose Music

### EPs
- 1996 - More Joy, Less Shame
- 1999 - Little Plastic Remixes (distribuzione limitata)
- 2000 - Swing Set

### Demo
- 1989 - Demo tape (non commercializzato)